# Anant Kumar
 (février 2013).
Pour les articles homonymes, voir Kumar (homonymie).
Anant Kumar, né le 28 septembre 1969 à Motihari, Bihar, est un écrivain allemand d’origine indienne. Il vit à Cassel.

## Biographie
Fils d’une famille d’enseignants indiens de l’État du Bihar, Anant Kumar fait des études de germanistique de 1991 à 1998 à l’université de Cassel. Ses études sont couronnés par un mémoire de maîtrise consacré à l’étude du poème épique Manas d’Alfred Döblin.
Anant Kumar essaye de rapprocher dans ses écrits la culture indienne des expériences d’un étranger dans la société allemande. Sa première œuvre Fremde Frau, fremder Mann (Étrangère, Étranger) s’illustre à travers des observations subtiles et une compréhension conciliatrice des phénomènes interculturels.
La satire qui fouine et la glose expressive sont une constante dans l’œuvre d’Anant Kumar. Dans son œuvre Zeru ou la formidable histoire en sept jours d’un jeune Afro-Indien, Kumar se sert de la forme littéraire d’un poème épique pour peindre dans un somptueux décor le quotidien d’un jeune Africain au milieu des vieux mythes sauvages du « sombre continent ».[Interprétation personnelle ?]
Anant Kumar est membre de l’association des écrivains allemands et de la Société littéraire de la Hesse. Depuis quelques années, il est présent dans les écoles et les institutions carcérales. Il dirige régulièrement des ateliers d’écriture et des Poetry-Workshops dans des universités nord-américaines et de l’Union européenne.

### En allemand
- Fremde Frau – fremder Mann. Ein Inder dichtet in Kassel, Wiesenburg, Schweinfurt 1997,  (ISBN 3932497007)
- Kasseler Texte. Gedichte, Kurzgeschichten, Beobachtungen, Glossen, Skizzen, Reflexionen. Wiesenburg, Schweinfurt 1998,  (ISBN 3932497120).
- Die Inderin. Prosa. Wiesenburg, Schweinfurt 1999,  (ISBN 3932497325).
- … und ein Stück für Dich. Ein Bilderbuch für Kinder und Erwachsene. Geest, Ahlhorn 2000,  (ISBN 3934852297).
- Die galoppierende Kuhherde: Essays und andere Prosa. Wiesenburg, Schweinfurt 2001,  (ISBN 3932497589).
- Die uferlosen Geschichten. Wiesenburg, Schweinfurt 2003,  (ISBN 3937101047).
- Drei Kilo Hühner. Grotesken, Glossen, Satiren. Fünf-Finger-Ferlag, Leipzig 2005,  (ISBN 3980893456).
- Zeru. Eine siebentägige Geschichte. Wiesenburg, Schweinfurt 2005,  (ISBN 3937101780).
- Indien I. Süß. IATROS, Mayence, 2006  (ISBN 393743948X).
- Indien II. Sauer. IATROS, Mayence, 2006,  (ISBN 3937439498).
- Ein Inder in Deutschland. Wiesenburg, Schweinfurt 2008,  (ISBN 9783939518914).
- Der Mond und seine Langeweile. Ein Bilder- und Malbuch für die großen und kleinen Kinder und für das Kind im Erwachsenen. Epla, Ganderkesee 2009,  (ISBN 9783940554291).
- ARCHETYPUS. Epla, Ganderkesee 2011,  (ISBN 9783940554611).
- Indien - Eine Weltmacht! - mit inneren Schwächen. Der Neue Morgen, Rudolstadt 2012,  (ISBN 9783954800216)
- Ibiza: Gespräche, Gedichte und Betrachtungen. Projekte-Verlag, Halle (Saale) 2013,  (ISBN 9783954863310)
- FRIDO - Eine Deutsche Stimme. Der Neue Morgen, Rudolstadt 2013,  (ISBN 9783954800353)
- BERLIN - BOMBAY. ADW, Münster 2016,  (ISBN 9783939211167)

### En anglais
- Stories Without Borders Wiesenburg, Schweinfurt 2010,  (ISBN 3942063417)

## Distinctions honorifiques
- 2002 : Finalist des Würth-Literatur-Preis, (Tübinger Poetik-Dozentur)
- 2003 : Poeticus-Kurzgeschichten-Preis, Spittal an der Drau
- 2003 : Förderstipendium im Rahmen des Wettbewerbs Inselschreiber, Sylt-Quelle, Rantum
- 2004 : Finalist, May-Ayim-Award (Lyrik), Berlin
- 2006 : Rudolf-Descher-Feder, Jahresauszeichnung des Autorenverbandes IGdA
- 2010 : Finalist, 14. Kurzgeschichten-Menü-Wettbewerb, h+s veranstaltungen GmbH
- 2011 : Arbeitsabschlussstipendium "FRIDO - EINE DEUTSCHE STIMME (Erzählungen), Hessisches Ministerium für Wissenschaft und Kunst, Wiesbaden
- 2012 : Finalist, Geertje Potash-Suhr Prize for prose in German, SCALG, Colorado